# Palais de justice d'Alexandrie

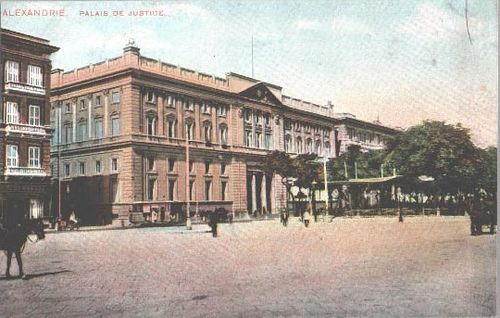
Palais de Justice, Alexandrie

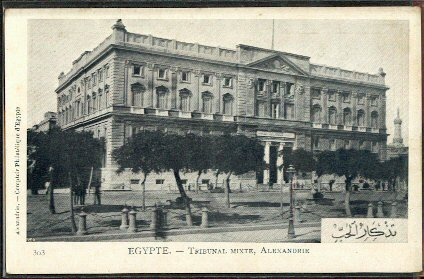
Palais de Justice, Alexandrie

Le palais de justice (Siège des Tribunaux mixtes) se trouve à côté de la place Manchia, ex-place des Consuls à Alexandrie. Le nouveau siège des Tribunaux mixtes fut construit de 1884 à 1887 selon le projet d'Alfonso Maniscalco,,.